# Gabara umbonata
Gabara umbonata är en fjärilsart som beskrevs av Smith 1903. Gabara umbonata ingår i släktet Gabara och familjen nattflyn. Inga underarter finns listade i Catalogue of Life.